# Laski (Przetoczyno)
Laski – część wsi Przetoczyno w Polsce, położona w województwie pomorskim, w powiecie wejherowskim, w gminie Szemud, na obrzeżach Trójmiejskiego Parku Krajobrazowego. Wchodzą w skład sołectwa Przetoczyno.
W latach 1975–1998 Laski administracyjnie należały do województwa gdańskiego.